# Vanessa Ferlito
Vanessa Ferlito, née le 28 décembre 1977 à Brooklyn, État de New York, États-Unis), est une actrice américaine.
Elle est essentiellement connue pour son rôle de Tammy Gregorio dans la série NCIS New Orleans.

## Biographie

### Premiers pas
Son père est mort quand elle avait trois ans. Sa mère et son beau-père géraient un salon de coiffure à Brooklyn.
Vanessa Ferlito est végétarienne et soutient une association de défense des animaux.

### Vie privée
En septembre 2007, Vanessa a donné naissance à son premier enfant : Vince.

### Carrière
Vanessa Ferlito est une habituée des séries policières : Elle a eu des rôles principaux dans 24 heures chrono, Les Experts : Manhattan et surtout NCIS : Nouvelle-Orléans.

## Filmographie

### Cinéma
- 2002 : On Line : Jordan Nash
- 2002 : La 25e Heure (25th Hour) : Lindsay Jamison
- 2004 : Spider-Man 2 : Louise
- 2004 : The Toolbooth : Gina
- 2005 : Garde rapprochée (Man of the House) : Heather
- 2006 : Shadowboxer : Vickie
- 2007 : Grindhouse : Arlene
- 2007 : Boulevard de la mort (Death Proof) de Quentin Tarantino : Arlene / Butterfly
- 2007 : Descent : La fille bodega
- 2008 : Nothing Like the Holidays : Roxanna Rodriguez
- 2009 : Madea Goes to Jail : Donna
- 2009 : Julie et Julia (Julie and Julia) : Cassie
- 2010 : Wall Street : L'argent ne dort jamais (Wall Street: Money Never Sleeps)  : Audrey
- 2013 : Les Derniers Affranchis (Stand Up Guys)  : Sylvia
- 2013 : Duke : Cookie
- 2015 : All Mistakes Buried : Franki

### Télévision
- 1999 : New York 911 (Third Watch) (série TV) : Val
- 2001 et 2004 : Les Soprano (The Sopranos) (série TV) : Tina Francesco
- 2003 : New York, police judiciaire (Law & Order) (série TV) : Tina Montoya
- 2003 : Invaincu (Undefeated) (téléfilm) : Lizette Sanchez
- 2003 à 2004 : 24 Heures chrono (série TV) : Claudia Hernandez
- 2004 : Les Experts : Miami (CSI: Miami) (série TV) : Aiden Burn
- 2004 à 2006 : Les Experts : Manhattan (CSI: NY) (série TV) : Aiden Burn
- 2006 : Drift (téléfilm) : Georgia Fields
- 2011 : Cooper and Stone (téléfilm) : Angela Stone
- 2013 à 2015  : Graceland (Graceland Insider) : Catherine « Charlie » DeMarco
- 2016 : Drew (téléfilm) : George Fayne
- 2016 à 2021 : NCIS New Orleans : Tammy Gregorio
- 2023 : Bookie (série TV) : Lorraine
- 2024 : Griselda (mini-série): Carmen Gutiérrez